# La molinara
La molinara (título original en italiano;en español, La molinera) es una commedia per musica en tres actos con música de Giovanni Paisiello y libreto de Giuseppe Palomba. Tuvo su primera representación como L'amor contrastato en el Teatro dei Fiorentini de Nápoles en el otoño del año 1788. El éxito de la ópera fue pronto muy grande y, como ocurre hoy en día, tanto en Italia como en los demás países, se representa sobre todo con el título alternativo de La molinara.